# Népszava
Népszava (wörtlich „Volksstimme“) ist eine sozialdemokratische überregionale Tageszeitung in Ungarn. Sie ist die einzige noch existierende Tageszeitung des Landes, die von der Regierungspartei Fidesz unabhängig ist (Stand 2020).

## Geschichte
Sie wurde im Jahr 1877 von Viktor Külföldi in Budapest gegründet und ist damit die älteste ungarische Tageszeitung. 
Zu den die Zeitung entwickelnden Mitarbeitern in der Frühzeit gehörte der Grafiker, Zeichner und Karikaturist Mihály Biró. 
Im Ersten Welt positionierte sich die Zeitung als Antikriegszeitung und musste aufgrund der starken Zensur öfter den Namen wechseln.
1940 wurde auch der spätere Staatspräsident Árpád Szakasits Chefredakteur. Bis 1948 war Népszava die offizielle Zeitung der Sozialdemokratischen Partei Ungarns (MSZDP), anschließend – in der Volksrepublik bis 1989 – die Zeitung der offiziellen ungarischen Gewerkschaften.
Nach dem Systemwechsel wurde die Zeitung privatisiert und war zunächst größtenteils im Besitz ungarischer Firmen. Dabei war vor der Parlamentswahl 1994 wieder eine Nähe zur Ungarischen Sozialistischen Partei (MSZP) festzustellen, auf die knapp ein Drittel der Wahlberichterstattung entfiel. Ende der 1990er-Jahre hielt die ungarische VICO-Verlagsgruppe die Mehrheit der Anteile an der Népszava und richtete die Zeitung stärker liberal aus. Nachdem das Blatt Verluste eingefahren hatte, verkaufte VICO seine Anteile Anfang 2000 an die Redakteure der Zeitung. Fünf Jahre später kaufte der Unternehmer und Vorsitzende der wiedergegründeten MSZDP László Kapolyi die Zeitung auf. Eine Studie der Europäischen Stabilitätsinitiative von 2010 ordnete die Népszava im politischen Spektrum links der Népszabadság ein und stellte einen Fokus auf innenpolitische Themen fest.
Am 3. Dezember 2010 erschien Népszava aus Protest gegen das mittlerweile verabschiedete Regierungsvorhaben einer Verfassungsänderung zu einer verschärften Medienkontrolle durch die Staatliche Behörde für Medien und Nachrichtenübermittlung (Nemzeti Média- és Hírközlési Hatóság) mit leerem Titelblatt.
Im Oktober 2016 wurde Népszava an die Schweizer Marquard Media Gruppe verkauft. Nach der Einstellung der Népszabadság im selben Monat hatte die Nachrichtenagentur Reuters Népszava neben Magyar Nemzet als „einzige nennenswerte oppositionelle Tageszeitung“ in Ungarn bezeichnet.
Im April 2019 gab den Verkauf der Zeitung an die Proton Trade Zrt. des ungarischen Milliardärs Tamás Leisztinger, der mit Immobiliengeschäften groß geworden ist und Lebensgefährte der sozialdemokratischen Politikerin Kata Tüttő ist, bekannt.

## Auflage
Bereits zwischen 1989 und 1993 hatte sich die Auflage der Népszava von 222.000 auf 103.000 mehr als halbiert. Ende 2009 war sie mit einer Auflage von 31.742 die sechstgrößte landesweit erscheinende Tageszeitung in Ungarn. Im Jahr 2016 betrug die Auflage noch 10.522 Exemplare pro Tag. Der Trend stark sinkender Auflagezahlen war allerdings bei allen großen politischen Tageszeitungen zu beobachten.